# 鳄鱼人杰克

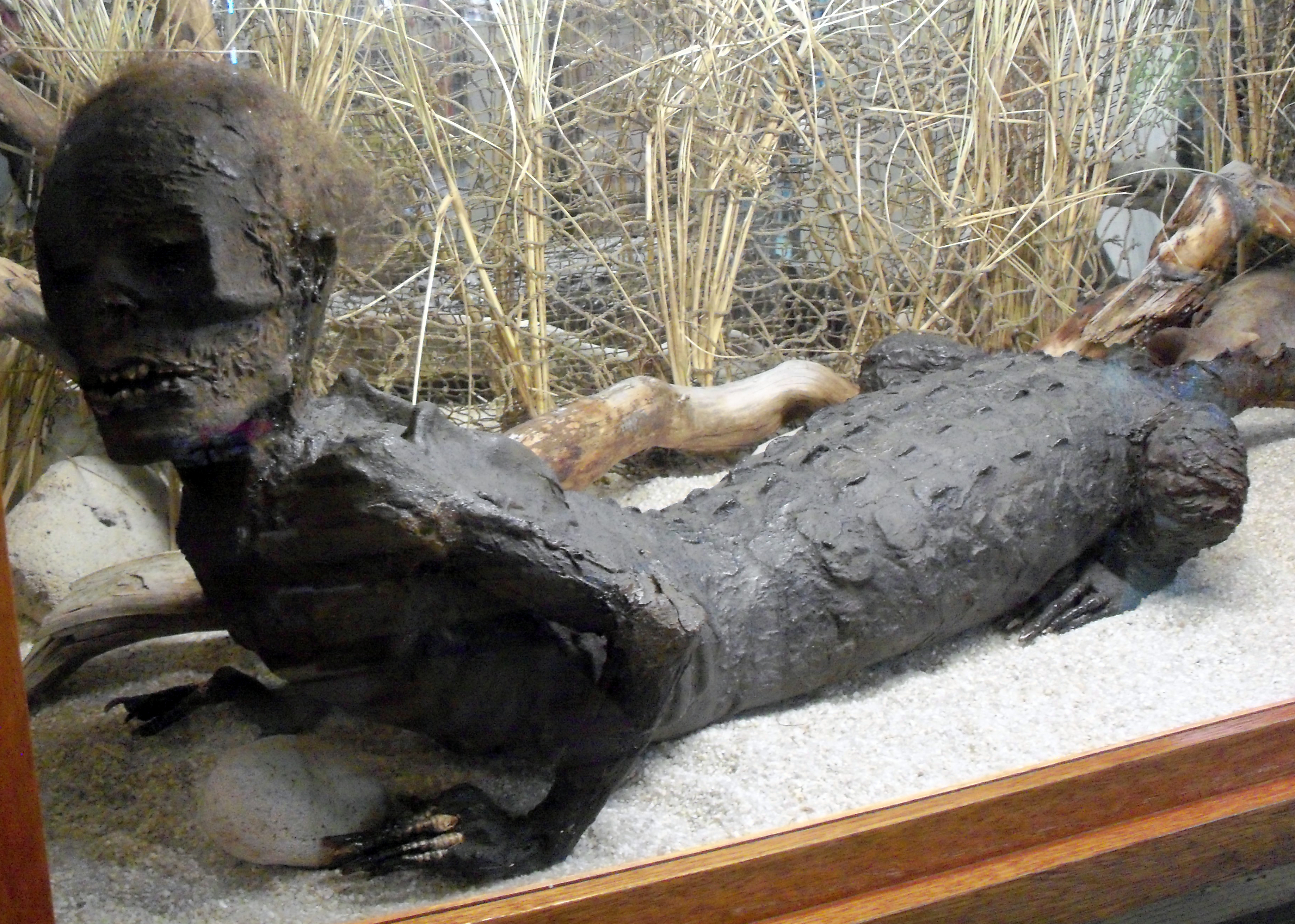
马什免费博物馆展览柜中的鳄鱼人杰克

鳄鱼人杰克（英語：Jake the Alligator Man），是一具在马什免费博物馆（Marsh's Free Museum）展出的半人半鳄状的木乃伊。马什免费博物馆位于华盛顿长滩南太平洋街409号，是一处敲诈游客的处所。它是1967年由马什一家（the Marshs）在一个古董店花了750美元收购的。
它的照片被用于1993年11月9日出版的《世界新闻周刊》头版文章“在弗罗里达的沼泽地发现半人半鳄怪物”（ 英語："Half-human, half-alligator discovered in Florida swamp"）。在该报后续的报道中，描述了它从囚禁中出逃、杀死一个迈阿密人、生育等情况。
鳄鱼人杰克在太平洋西北地区流行文化中拥有一群狂热的爱好者。关于鳄鱼人杰克的保险杠贴纸在华盛顿州和俄勒冈州经常可以看到。